# جو کاترل

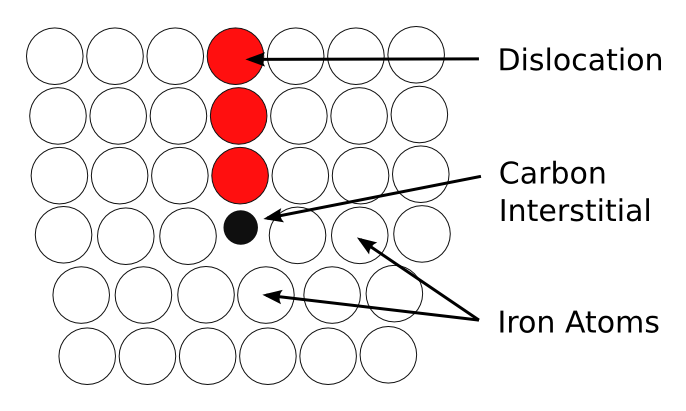
اتم کربن در زیر یک نابجایی در آهن، تشکیل یک جو کاترل داده است.

مفهوم جو کاترل را در سال 1949 AH cottrellو  BA Bilby معرفی کردند. این مفهوم به چگونگی نابجایی‌ها در برخی فلزات توسط بور، کربن یا بینابینی نیتروژن سنجاق می‌شوند.
در مواد FCC و BCC  مانند آهن یا نیکل ناخالصی‌های کوچکی مانند بور، ربن یا نیتروژن اتمسفر کاترل رخ می‌دهد. از آنجایی که این اتم‌های بینابینی شبکه را کمی منحرف می‌کنند، یک میدان تنش پسماند مرتبط در اطراف بینابینی وجود خواهد داشت. این میدان تنش را می توان با انتشار اتم بینابینی به سمت نابجایی آرام کرد ، که حاوی یک شکاف کوچک در هسته خود است (زیرا ساختار بازتری است). هنگامی که اتم در هسته نابجایی منتشر شد، اتم باقی می ماند. به طور معمول تنها یک اتم بینابینی در هر صفحه شبکه نابجایی مورد نیاز است.مجموعه اتم های املاح در اطراف هسته نابجایی ناشی از این فرآیند، جو کترل است.

## تأثیر بر رفتار مکانیکی

دررفتگی در حال حرکت با اتمسفر کاترل در اطراف آن. در تنش‌های زیاد (بالا)، نابجایی می‌تواند جو را «آزاد کند»، در حالی که در تنش‌های کم (پایین)، نابجایی باید املاح را با خود بکشد و حرکت بسیار کندتر است.

تنش‌هایی که به دلیل نابجایی اتفاق می‌افتد با جمع آوری اتم‌های املاح ماهش می‌یابد. بنابراین، حرکت نابجایی به خارج از این جو کاترل باعث افزایش انرژی می شود، بنابراین برای حرکت به سمت جلو در کریستال مطلوب نیست. در نتیجه، نابجایی به طور موثر توسط جو کاترل سنجاق می شود. تنش‌هایی که به دلیل نابجایی اتفاق می‌افتد با جمع آوری اتم‌های املاح کاهش می‌یابد.
با پین شدن یک در رفتگی، نیروی زیادی برای از بین بردن آن نیاز داریم که در دمای اتاق این موضوع امکان پذیر نیست و در رفتگی باز نمی‌شود. این یک نقطه تسلیم بالایی مشاهده شده در نمودار تنش-کرنش ایجاد می کند. فراتر از نقطه تسلیم بالایی، نابجایی پین شده به عنوان منبع فرانک-رید برای ایجاد نابجایی های جدید که پین نشده اند عمل می کند. این دررفتگی‌ها آزادانه در کریستال حرکت می‌کنند، که منجر به نقطه تسلیم پایین‌تر بعدی می‌شود و ماده به شکل پلاستیکی‌تری تغییر شکل می‌دهد.
اتم‌های کربن با نگه‌داشتن نمونه در دمای اتاق به مدت چند ساعت به هسته نابجایی بازمی‌گردند و در نتیجه نقطه تسلیم بالایی بازمیگردد.
اتمسفرهای کاترل منجر به تشکیل باندهای لودر و نیروهای بزرگ برای کشیدن عمیق و تشکیل صفحات بزرگ می‌شوند که آنها را مانعی برای ساخت می‌کند. برخی از فولادها برای حذف اثر اتمسفر کترل با حذف تمام اتم های بینابینی طراحی شده اند. فولاد آزاد بینابینی با کربن زدایی، برای حذف نیتروژن، مقدار کمی تیتانیوم به آن اضافه می‌شود.
جو کاترل برای هنگامی که ماده شرایط خزش را دارد پیامد‌های مهمی دارد. شرایظ خزش نیز در دماهای همولوگ اتفاق می‌افتد. حرکت نابجایی با اتمسفر کاترل مرتبط، کشش چسبناک را ایجاد می کند، نیروی اصطکاک مؤثری که حرکت نابجایی را دشوارتر می کند  (و در نتیجه تغییر شکل پلاستیک را کاهش می دهد). این نیروی پسا را می توان بر اساس رابطه زیر بیان کرد:
{\displaystyle F_{drag}={\frac {kT\Omega }{vD_{sol}}}\int {\frac {J\centerdot J}{c}}dA}
{\displaystyle D_{sol}}که همان میزان انتشار اتم املاح در ماده میزبان است، {\displaystyle \Omega }  نیز حجم اتمی و {\displaystyle v} سرعت دررفتگی است. {\displaystyle J} هم چگالی شار انتشار است، در آخر هم لازم به ذکر است که {\displaystyle c} غلظت املاح را بیان می‌کند. می‌دانیم که وجود جو کاترل و اثرات کشش چسبناک در تغییر شکل دمای بالا در تنش‌های میانی قابل اهمیت هستند و همچنین به رژیم شکست قانون قدرت کمک می‌کنند. 
مکانیسم‌های مرتبط به جو کاترل که بک اثر کلی است، وجود دارند که در شرایظ تخصصی تری رخ می‌دهند.

### اثر سوزوکی
اثر سوزوکی با استفاده از تفکیک املاح به عیوب انباشتگی مشخص می شود. هنگامی که در یک سیستم FCC نابجایی ها  به دو نابجایی جزئی تقسیم می شوند، یک گسل انباشته بسته شش ضلعی (HCP) بین دو جزئی تشکیل می شود. سوزوکی پیش‌بینی کرد که غلظت اتم‌های املاح در این مرز با توده تفاوت دارد. بنابراین حرکت در این میدان از اتم‌های املاح، باعث ایجاد کشش مشابهی را در نابجایی‌های جو کترل می‌شود.  سوزوکی پس از پیش بینی خود، در سال 1961 چنین جداسازی را مشاهده کرد  اثر سوزوکی اصولا با جذب اتم‌های املاح جایگزین به گسل انباشتگی همراه است، اما مشخص شده است که با انتشار اتم‌های بینابینی به خارج از گسل انباشتگی نیز رخ می‌دهد. 
در زمان جدایی دو نابجایی جزئی از یکدیگر، آن ها دیگر توانایی عبور از موانع را ندارند. همانطور که اتمسفر کترل نیرویی را در برابر حرکت نابجایی ایجاد می‌کند، اثر سوزوکی در گسل انباشتگی منجر به افزایش تنش‌ها برای بازترکیب قطعات جزئی می‌شود که منجر به افزایش دشواری در دور زدن موانعی از جمله رسوبات یا ذرات می‌شود که منجر به قوی‌تر شدن می‌شود. 

### اثر اسنوک
به دلیل تنش اعمال شده، اتم‌های املاح بینابینی همچون کربن و نیتروژن توانایی حرکت در شبکه α-Fe، یک فلز BCC را دارند. جرکات کوتاه برد کربن و اتم های املاح نیتروژن باعث به وجود آمدن اصطکاک داخلی و اثر کشسانی است؛ این پدیده را اثر استوک می‌نامند. اثر اسنوک را جی ال اسنوک در سال 1941 کشف کرد. در دمای اتاق، حلالیت کربن و نیتروژن در محلول‌های جامد کم است.  با ابالا بردن دما تا بیش از 400 درجه سانتیگراد و سرد کردن با سرعت متوسط، به راحتی می توان چند صدم درصد از هر عنصر را در محلول نگه داشت، وقتی که باقیمانده فوق اشباع است.  این مکاشفه باعث مشاهده پدیده های مغناطیسی خاص در آهن شد که عمدتاً وجود مغناطیس و کاهش زمان نفوذپذیری به دلیل باقی ماندن مقدار کمی کربن و نیتروژن در آهن بود.  همچنین، حضور مغناطیس منجر به اثر الاستیک بعد می شود. 
با تهیه نمونه هایی که  مقدار بیشتری کربن یا نیتروژن در محلول جامد دارند، پدیده های مغناطیسی و الاستیک زیاد می شود. حلالیت نیتروژن از حلالیت کربن در محلول جامد بیشتر از حلالیت کربن در محلول جامد است.  مطالعه اثر اسنوک بر آهن های آنیل شده مکانیزم خوبی برای محاسبه حلالیت کربن و نیتروژن در آهن α را ارائه می‌کند.  نمونه ای در مخلوطی از هیدروژن و آمونیاک (یا CO) را مخلوط می‌کنیم و گرما می‌دهیم تا زمانی که به حالت ساکن برسد، حالت ساکن حالتی است که جرم نیتروژن و کربن گرفته شده در زمان فذایند را میتوان با تخمیت تغییرات وزن نمونه اصلی بدست آورد.
اتم‌های کربن و نیتروژن فاصله های هشت وجهی را در نقاط میانی لبه‌های مکعب و در مرکز صفحه‌های مکعب،پر میکنند.  اگر یک تنش در طول جهت z که همان  [001] است اعمال شود، فاصله های هشت وجهی در امتداد محورهای x و y دارای انقباض میشوند، در حالی که فاصله های هشت وجهی در امتداد جهت z منبسط می شوند.  در آخر، اتم های بینابینی به مکان هایی در امتداد محور z شروع به حرکت میکنند.  . با حرکت اتم های بینابینی، انرژی کرنش کاهش می یابد. در فلزات BCC، مکان های بینابینی یک شبکه بدون کرنش به همان اندازه مطلوب هستند. املاح بینابینی دوقطبی الاستیک ایجاد می کنند.  با این حال، زمانی که یک کرنش بر روی شبکه اعمال می شود، مانند آن چیزی که در اثر دررفتگی ایجاد شده است، 1/3 از محل ها نسبت به 2/3 دیگر بهتر می شوند. بنابراین، اتم‌های املاح برای اشغال مکان‌های مطلوب حرکت می‌کنند و یک مرتبه دامنه کوتاه از املاح را بلافاصله در مجاورت نابجایی تشکیل می‌دهند.  با حرکت املاح بینابینی به این مکان دوقطبی های الاستیک دچار تغییر میشوند. بنابراین یک زمان آرامش مرتبط با این تغییر وجود دارد که می‌تواند به انتشار و آنتالپی مهاجرت اتم‌های املاح مرتبط باشد.  برای از بین بردن یک نابجایی از این نظم که در پیکر بندی املاح آرام است، انرژی بیشتری نیاز داریم. 